# Haput
Haput (hay còn gọi là Hapıt, Chagadzhik Gaput, Gapyt, Khapit, và Khaput) là một ngôi làng thuộc vùng Quba của Azerbaijan.